# Stenia decaryalis
Stenia decaryalis là một loài bướm đêm trong họ Crambidae.